# Лосинівська селищна територіальна громада
Лосинівська селищна громада — територіальна громада в Україні, в Ніжинському районі Чернігівської області. Адміністративний центр — селище Лосинівка.
Площа громади — 189,82 км², населення — 6381 мешканець (2018).
Утворена 18 липня 2016 року шляхом об'єднання Лосинівської селищної ради та Вікторівської, Сальненської, Терешківської, Шатурської, Шняківської сільських рад Ніжинського району.
Відповідно до розпорядження Кабінету Міністрів України № 730-р від 12 червня 2020 року «Про визначення адміністративних центрів та затвердження територій територіальних громад Чернігівської області», до складу громади були включені території Галицької, Данинської, Перемозької, Світанківської сільських рад Ніжинського району .

## Населені пункти
До складу громади входять 2 селища (Лосинівка, Мирне) і 19 сіл: Богданівка, Вікторівка, Галиця, Гармащина, Данина, Ковтунівка, Леонідівка, Перемога, Погребець, Садове, Світанок, Сальне, Станція Лосинівська, Степ, Терешківка, Чистий Колодязь, Шатура, Шняківка та Яхнівка.